# تیم ملی بسکتبال بوروندی
تیم ملی بسکتبال بوروندی ، نماینده بوروندی در مسابقات بین‌المللی بسکتبال است . 